# Wenceslas Bojer
Wenceslas (Václav o Wenzel) Bojer (Boemia, 23 settembre 1795 – Port Louis, 4 giugno 1856) è stato un esploratore e botanico ceco.

## Biografia
Nacque da Simon Bojer e da Barbara Staub. Da giovane fece delle spedizioni in Africa e Maurizio con Franz Sieber. Nel 1821 arrivò nelle Maurizio. Nel 1822 il governatore mauriziano Robert Townsend Farquhar lo mandò in Madagascar; accompagnato dal principe Rafaria con e James Hastie, un caporale scozzese e servitore del re Radama I. 
Bojer esplorò anche la costa occidentale del Madagascar prima di arrivare a Tananarive.
Nel 1824 Bojer fu inviato in Africa come interprete. Esplorò diverse coste del continente africano e raccolse un'enorme quantità di minerali e piante. Nel 1829 fu uno dei co-fondatori della Royal Society of Arts and Sciences (SRAS) delle Maurizio.
Molte specie di piante e animali (in particolare Madagascar e Isole Mascarene) sono stati nominati da Bojer, tra cui Gongylomorphus bojerii, Dionycha bojerii, Ploceus bojeri, Uapaca bojeri, Streptocarpus bojeri, Epilobium bojeri e molti altri.